# قطعة نصف دينار جزائري
| نصف دينار ( الجزائر) | نصف دينار ( الجزائر)            |
| -------------------- | ------------------------------- |
| قيمة:                | 0,50 دينار جزائري               |
| كتلة:                | 3,50 جم                         |
| قطر:                 | 18,50 مم                        |
| سمك:                 | 1,90 مم                         |
| حافة:                | ملساء                           |
| تركيب:               | AISI 430                        |
| تاريخ الصك:          | 1994                            |
| رقم الكتالوج:        |                                 |
| وجه                  |                                 |
| وجه                  |                                 |
| تصميم:               | الرقم 1/2 منمنم                 |
| مصمم:                | مجهول                           |
| تاريخ التصميم:       | مجهول                           |
| ظهر                  |                                 |
| ظهر                  |                                 |
| تصميم:               | رأس حصان جزائري موجه نحو اليسار |
| مصمم:                | مجهول                           |
| تاريخ التصميم:       | مجهول                           |

نصف دينار جزائري (أو 50 سونتيم) هي واحدة من الانقسامات النقدية المعدنية للدينار الجزائري المتداولة، من صنف أحادي المعدن من الألومينيوم وباللون الأبيض. تم إصدارها من طرف البنك الجزائري وشرع في تداولها ابتداء من 28 يونيو 1994.

## وصف
قطعة نصف دينار متكونة من فولاذ مقاوم للصدأ (AISI 430)، وبلون أبيض. قطرها 18,50 مم وسماكة 1,90 مم ووزنها 3,50 جم.

## الوجه
الموضوع الرسمي لوجه القطعة هو الكسر «½» المحاط بخيط دائري وعلامات مكتوبة بالأحرف الكاملة باللغة العربية. في الأعلى مكتوبة كلمة «بنك الجزائر» وفي الأسفل كلمة «دينار»، مفصولتان أفقيا بنجمتين.

## الظهر
الموضوع الرسمي لظهر القطعة هو رأس حصان بربري موجه نحو اليسار. الجزء العلوي من قطعة يتكون من رسما دائريا منميما مستوحى من زخرفة سرج حصان من عهد الأمير عبد القادر يشكل دائرة شبه كاملة وتاريخان بالهجري وبالملادي لسنة السك.

## أنظر أيضًا
- دينار جزائري
- قائمة العملات المعدنية للدينار الجزائري